# 阿尔布雷希特·丢勒
阿爾布雷希特‧丢勒（1471年5月21日—1528年4月6日），德国文艺复兴时期画家、版画家。
丢勒在青少年時期即投入於繪畫活動，在米凱爾·瓦格莫特的工作室擔任學徒，並有突出表現。之後，他研究並模仿馬丁·雄高爾（Martin Schongauer）與Master of the Housebook的作品進行創作。他也在1493年與阿格妮絲·弗雷（Agnes Frey）結婚。
1494年紐倫堡發生黑死病疫情後，丢勒離開當地並前往威尼斯。在威尼斯，他與真蒂萊·貝利尼、喬瓦尼·貝利尼等結識，又研究模仿安德烈亞·曼特尼亞、安東尼奧·德爾·波拉約洛、羅倫佐·迪·克雷迪（Lorenzo di Credi）等人的創作技巧。他往後對藝術創作人體比例的研究也由此開始。
1495年返回紐倫堡後，丢勒開始版畫家和畫家的職業生涯，他在1496年受弗里德里希三世委託繪製作品。他在1498年出版木刻系列作品《啟示錄》（拉丁語：Apocalipsis cum figuris）後，因其創新的創作手法、精湛的技術和強大的意象等，而聞名於整個歐洲。
丟勒在1500年至約1505年期間的作品，同時呈現出其所在地區（對特定主題的熱愛）和當時義大利（對透視和比例的關注）的藝術創作風格。他在這段期間的代表作有水彩畫《大草皮》（德語：Das große Rasenstück；1503年；細緻地描繪植物等自然景象）、銅版畫《亞當和夏娃》（1504年；專注於理想形象和比例的人類裸體）、木板油畫《賢士的崇拜》（德語：Anbetung der Könige；1504年；受弗里德里希三世委託為諸聖堂的聖壇製作，在空間、構圖連貫與平衡等方面有突出表現）。
1505年，紐倫堡再次爆發黑死病疫情，丟勒再度前往威尼斯；然而，這一次他已廣為人知。他試圖在法庭上阻止馬坎托尼奧·雷蒙迪（Marcantonio Raimondi）抄襲他的創作。他也前往波隆那學習透視法，在佛羅倫斯觀賞達文西和拉斐爾的作品；在羅馬創作的《在醫師之間的耶穌基督》（義大利語：Cristo dodicenne tra i dottori；1506年），顯示出來自達文西的西洋穴怪圖像作品影響。
自1512年起，丟勒開始受馬克西米連一世委託進行創作。他在1510年代前半創作出多個顯現出精深技術的雕版畫作，高度運用源自義大利的技巧和理論，甚至將新柏拉圖主義的思想融入創作內容中。他在晚年更加專注於藝術理論專著的寫作，並在畫作中顯示出對於當時宗教改革有關爭議的關注。
丟勒在藝術領域的名聲和影響力，在生前即已遍及歐洲許多地區。

## 生平

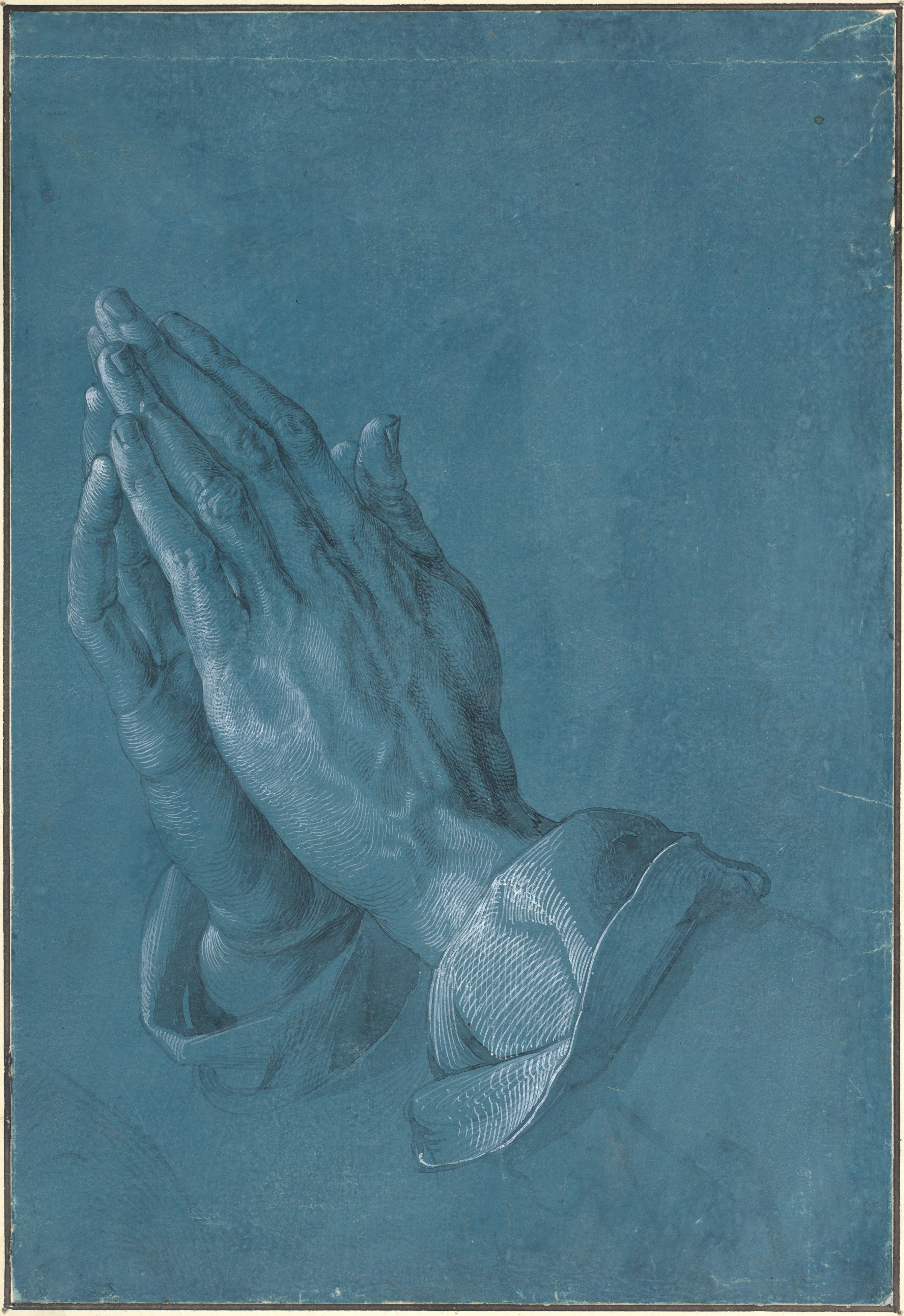
《祈禱的雙手》素描

他生于紐倫堡的金匠家庭，其父老阿尔布莱希特·杜勒原为匈牙利宫廷金匠，后移居纽伦堡。童年时代，丢勒随其父学习金工手艺，15岁后开始了其遊學生活，随瓦格莫特学习绘画和木刻，先后游历于阿尔萨斯、巴泽尔及斯特拉斯堡。随他最重要的遊學经历为两次意大利的旅行，其间丢勒結識了畫家乔瓦尼·贝利尼和拉斐爾，同時研究了達文西的作品和藝術理論，接触并学习了文艺复兴的思想及风格。
丢勒一生創作了大量木刻畫、銅版畫、油畫和人物素描。其代表作有油畫《四使徒》、《亚当和夏娃》、木版画《启示录》、铜版画《苦闷》、《骑士、死神、魔鬼》等。著有《人体比例研究》四卷，对透视学和人体解剖学颇有研究。

## 自画像之父

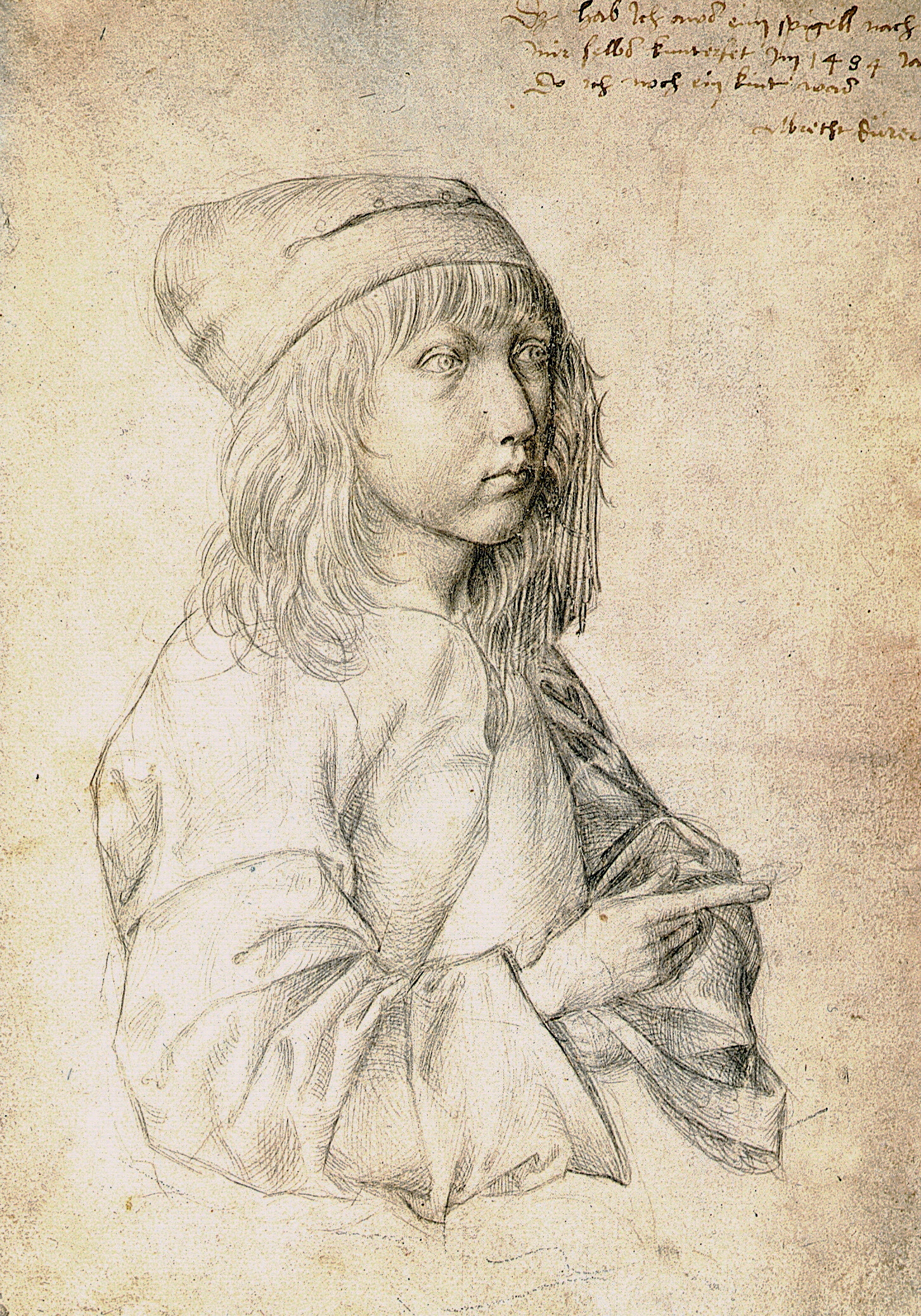
《自畫像》, 於1484年13歲

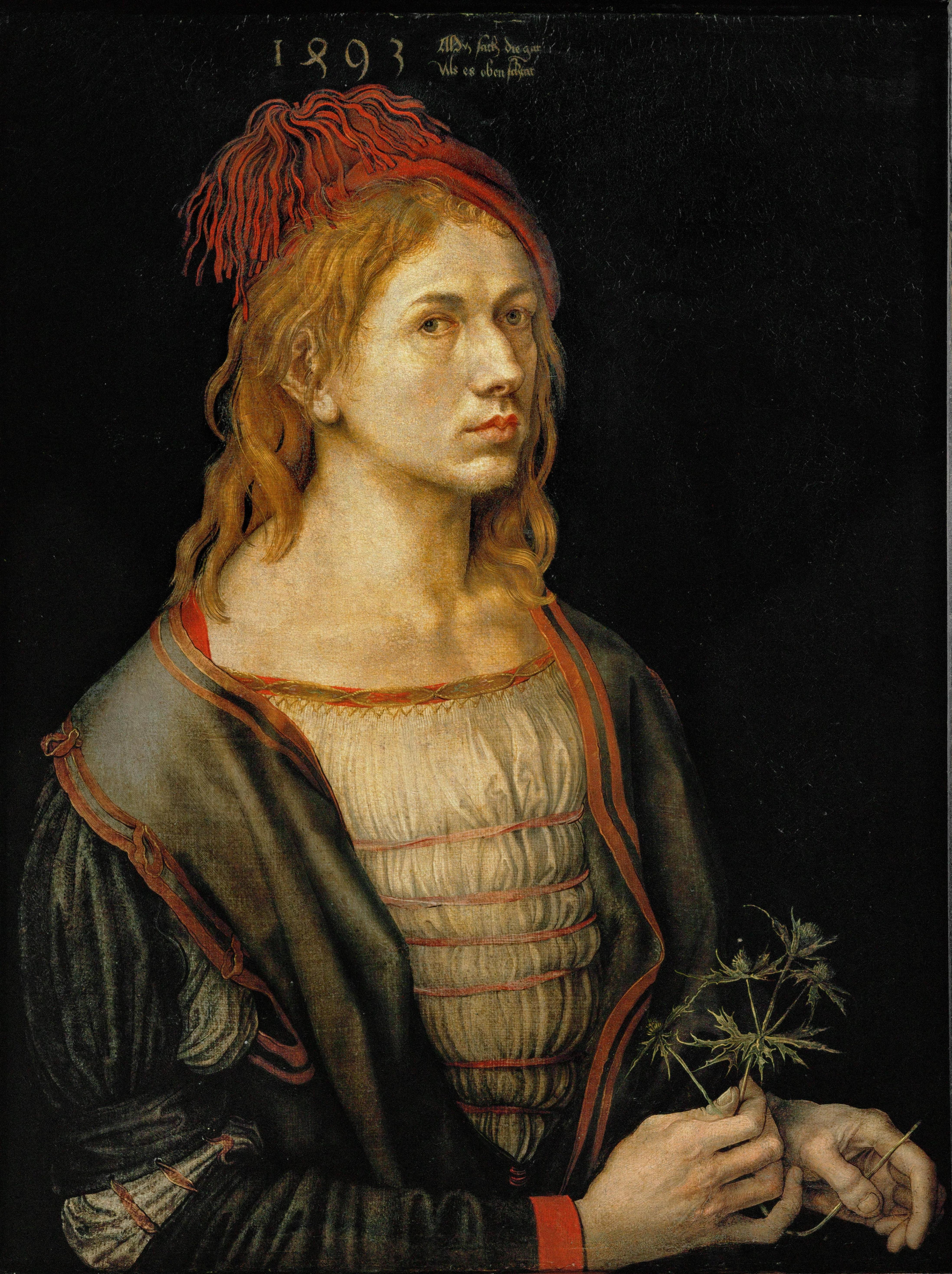
《自畫像》，1493年

丢勒早在自己十三岁时（1484）就给自己画了一幅自画像，比达芬奇创作的那幅有名的自画像（ca. 1510-1515）还要早二十多年。在其一生之中，共创作了近十幅自画像，包括速写、素描、版画和油画等创作手法，其创作的自画像大多具有严整细致的特征，艺术表现力与后来的伦勃朗遥相呼应。因此，丢勒被誉为“自画像之父”。

## 影響

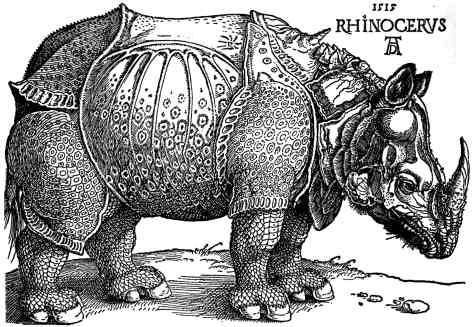
丢勒的犀牛，1515年的墨水畫，但杜勒並未看過犀牛

丢勒在後來的藝術家中有很大的影響，特別是版畫，當代許多人都是透過版畫來了解他的作品，他的畫主要也只在幾個城市中出現，都是私人收藏。他的名聲在歐洲各地傳播，這也鼓舞了像拉斐尔·圣齐奥、提齊安諾·維伽略及弗蘭西斯科·帕爾米賈尼諾等畫家，也為推廣及散播其畫作，也參與版畫的製作。
丢勒在蝕刻畫的創作也影響了德國其他的藝術家，像玲珑大师試著創作一些大型的蝕刻畫，但後來仍延續著丢勒較小而較狭窄的主題。盧卡斯·范·萊頓是唯一在16世紀前三十年成功創作大型蝕刻畫的歐洲北部畫家。義大利學習丢勒蝕刻畫的畫家有些直接模仿丢勒的風景畫背景（朱利奧·坎帕尼奧拉及Christofano Robetta）或甚至模仿整幅畫（Marcantonio Raimondi和Agostino Veneziano）。不過在1515年後，Marcantonio開創了新的蝕刻畫風格，也越過阿爾卑斯山主導了北方蝕刻畫的風氣，丢勒的影響力也慢慢下降。
丢勒對人體比例的研究以及利用座標格點的轉換來描述臉部變化的作法也激發了达西・汤普森在其著作《生长和形态》中，用類似方式的說明。
信義宗在每年的四月六日會紀念丢勒，和老盧卡斯·克拉納赫及Hans Burgkmair一起紀念。美國聖公會的聖人曆中在八月五日紀念丢勒、克拉納赫及马蒂亚斯·格吕内瓦尔德。
德國的瓦爾哈拉神殿是一座紀念「歷史上說德語的著名人物 – 政治家、君主、科學家和藝術家」的名人堂，其中有丢勒的半身像。

## 量度四书

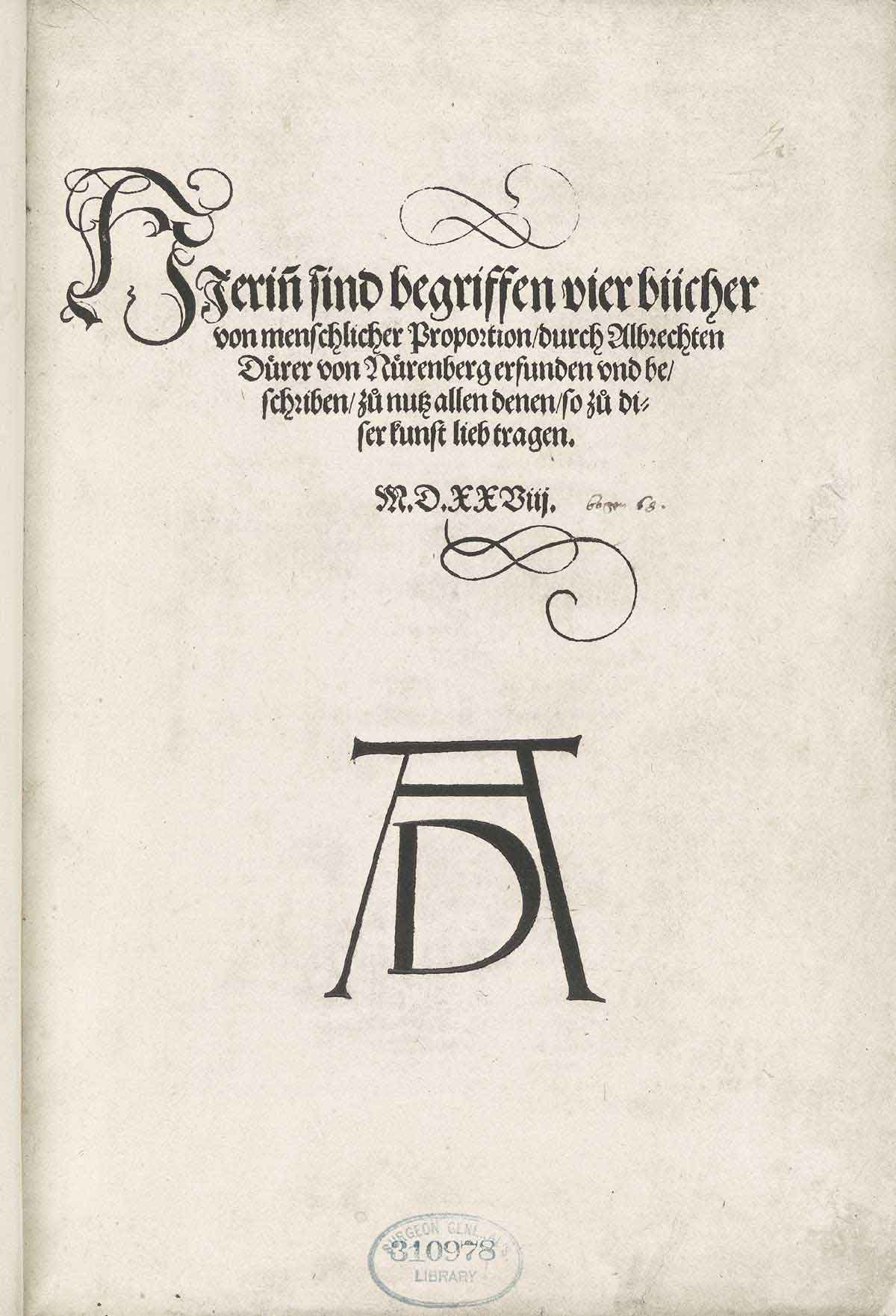
量度四书的封面

丢勒关于几何学的著作名叫《量度四书》（德文名：Underweysung der Messung mit dem Zirckel und Richtscheyt，英文可译为《使用圆规、直尺的量度指南》或《量度艺术教程》），其中内容主要如下：
- 第一卷，集中研究线形几何学。丢勒所研究的几何结构包括螺旋线、蚌线和外旋轮线。他也吸收了阿波羅尼奧斯的概念，以及约翰尼斯·维尔纳（英语：Johannes Werner）1522年出版的《'Libellus super viginti duobus elementis conicis'》（拉丁文）一书的内容（这部书比丢勒的《量度四书》早三年出版。）
- 第二卷，进行二维几何，即正多边形结构的研究。在这部书里丢勒偏爱托勒密的方法超过了欧几里德的方法。
- 第三卷，把这些几何学原理应用到建筑学、工程学和版式编排设计之中。关于建筑的部分，丢勒引用到了古罗马建筑师维特鲁威的《建筑十书》，但也详细阐述了他自己的经典设计和柱式。在编排设计部分，丢勒依据意大利范例绘制了拉丁字母的几何结构。然而，他的哥特字母结构是基于完全不同的模块式体系。
- 第四卷，结束了第一、第二系列而进行三维结构和多面体结构的研究。其中丢勒讨论了五種正多面體和七種阿基米德立體，以及他自己的一些发明。在所有内容中，丢勒用网格方式来表现这些实体。最后，丢勒讨论了倍立方问题，进而还讨论了“construzione legittima”（意大利语中意为“结构法则”），一种通过直线透视法描绘一个立方体的方法。

在博洛尼亚時，丢勒学习了（可能是向卢卡·帕西奥利或布拉曼特学习）直线透视法原理，而且，这时，在一本未出版的皮耶罗·德拉·弗朗切斯卡的专著中，唯一一份被发现的关于这些原理的文字说明中，丢勒显然对这种运用直线透视描绘立方体的方法已经很精通了。他也熟悉了阿尔贝蒂所描述的“简略结构”，和达·芬奇的一种技术，投影几何结构。尽管丢勒在这些领域中并没有革新，但他作为北欧地区，第一位运用科学方法，并运用对欧几里德几何学原理的认识，论述视觉表现问题的人来说是显著的。除了这些几何结构之外，在《量度四书》的最后一卷书中，为了通过模型来介绍透视画法，丢勒还讨论了各种各样的机械装置，并作了木刻版画插图，它们时常重复出现在关于透视问题的论述中。

## 人体比例四书

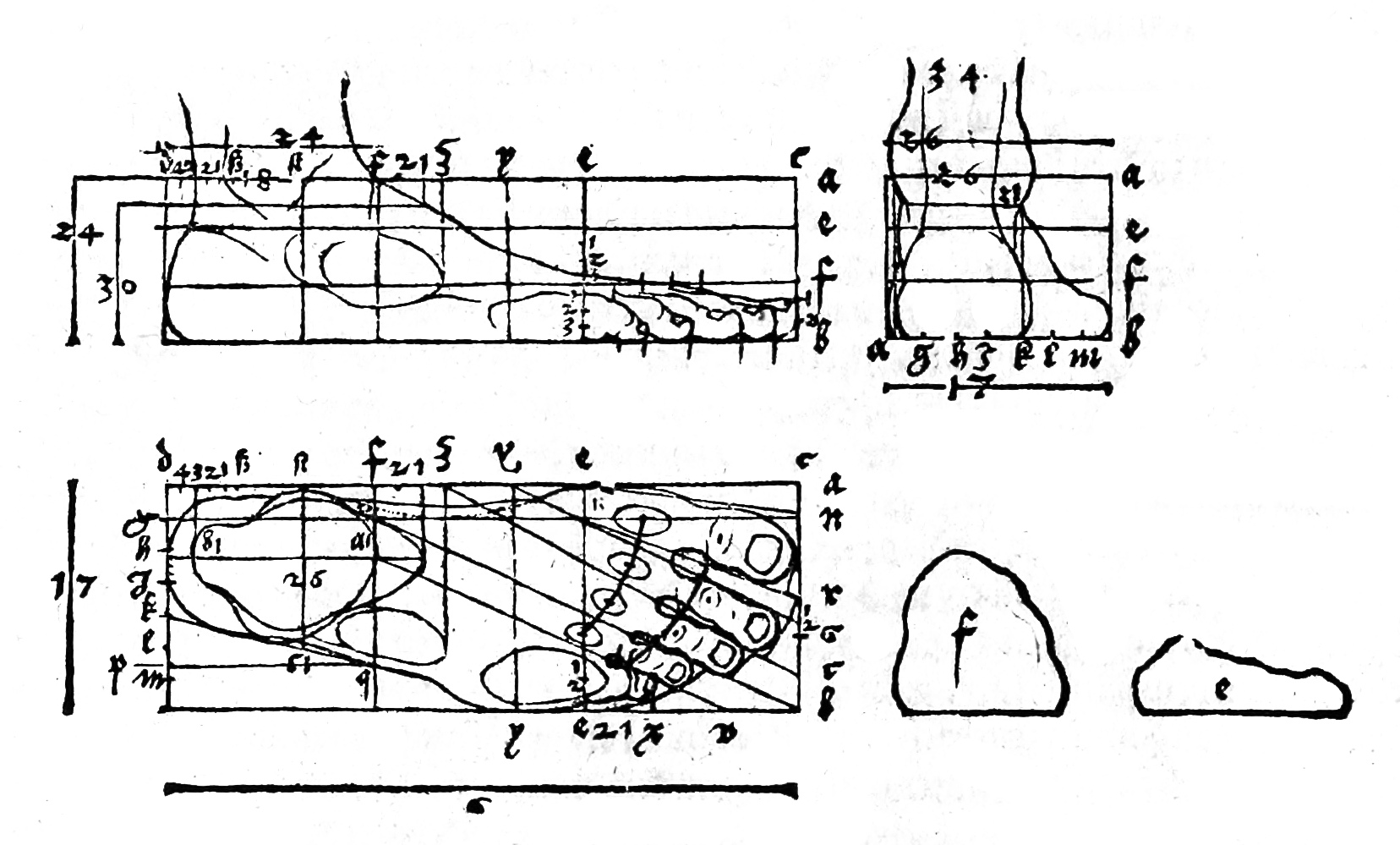
丢勒常用正交投影多視圖來表示人體

丢勒关于人体比例的著作名叫《人体比例四书》（德文名：Vier Bücher von Menschlicher Proportion），完成于1528年。第一卷书主要撰写於1512至1513年，完成於1523年，展现了五种不同结构类型的男性和女性的体形，身体的所有部分被描绘成总高度的一段；丢勒的这些结构是以古羅馬的维特鲁威，以及对“二三百位真人”的观察结果为依据。第二卷书中包括八种更进一步的类型，可能是向1525年弗朗西斯科·迪·乔治的《'De harmonica mundi totius'》一书学习的。在第三卷书中，丢勒给出了一些可以用来修改人体比例的法则，包括凸面镜及凹面镜数学模拟法，还论述了面相学。第四卷书专门讨论运动原理。
然而，附于最后一卷书后的是丢勒写于1512与1528年之间的一篇独立的美学短文，在这篇文章中可了解到丢勒关于“理想美”的理论。丢勒拒绝萊昂·阿尔贝蒂的客观美观念，提出一种建立在多样性基础之上的相对美概念；尽管如此，丢勒仍然相信真理隐藏在大自然之中，而且有一些规律支配着美，虽然他发现很难为这样的法则去确定一定的标准。1512或1513年，他写下的三个法则是“实用”（‘Nutz’）、“称心” （Wohlgefallen）与“中庸之道”（Mittelmass）。然而，不像阿尔贝蒂和莱昂纳多那样，丢勒最为苦恼的不仅仅是关于美的抽象概念的理解，而是关于一位艺术家该如何创造出美的图像的问题。在写于1512与1528年之间的这篇文章的最后草稿中，丢勒对艺术的信仰，从人类自发的灵感创造，发展到“精神的综合选择”的观念，换句话说，就是“一位艺术家凭借丰富的视觉经验去想象一个美的事物”。丢勒对于一位艺术家超越灵感的能力的信仰，促使他认为“一个人随手在半张纸上花一天的时间用铅笔画出的东西，或在一块小木头上刻出的东西，可能比另一个人花了一年的辛勤劳动炮制出来的大作品更有艺术魅力。”

## 作品
- 《丢勒自画像 (1484年)》，1484年，藏于维也纳阿尔贝蒂娜博物馆
- 油画《丢勒自画像 (1493年)》，1493年，藏于巴黎卢浮宫
- 木刻版畫《启示录》，1498年
- 板面油画《丢勒自画像 (1498年)》，1498年，藏于马德里普拉多博物馆
- 板面油画《丢勒自画像 (1500年)》，1500年，藏于慕尼黑老绘画陈列馆
- 板面油画《玫瑰经之后瞻礼》，1506年，藏于布拉格国家美术馆
- 板面油画《亚当和夏娃》，1507年，藏于马德里普拉多博物馆
- 油画《万人殉道》，1508年，藏于维也纳艺术史博物馆
- 素描《祈祷的手》，1508年，藏于维也纳阿尔贝蒂娜博物馆
- 油画《海勒尔祭坛画》，1507-1509年，藏于法兰克福施泰德艺术馆、卡尔斯鲁厄国家美术馆
- 《丢勒裸体自画像》，1509年，藏于魏玛宫
- 木刻《大受难》，1497-1510
- 木刻《小受难》，1511
- 《兰道尔祭坛画》（《圣三一的崇拜》），1509-1511年，藏于维也纳艺术史博物馆
- 版画《忧郁 I》，1514年，
- 版画《书房中的圣热罗尼莫 (1514年)》（1514）
- 版画《骑士，死亡和魔鬼》（1515）
- 木板畫《丟勒的犀牛》，1515年
- 油画《皇帝马克西米利安一世肖像》，1520年，藏于奥地利维也纳艺术史博物馆
- 油画《雅各布·富格尔肖像》，1520年
- 油画《书房中的圣热罗尼莫 (1521年)》，1521年
- 油画《希罗尼穆斯·霍尔茨舒尔肖像》，1526年，藏于柏林画廊
- 油画《雅各布·穆费尔肖像》，1526年，藏于德国柏林画廊
- 油画《四使徒》，1526年，藏于慕尼黑老绘画陈列馆

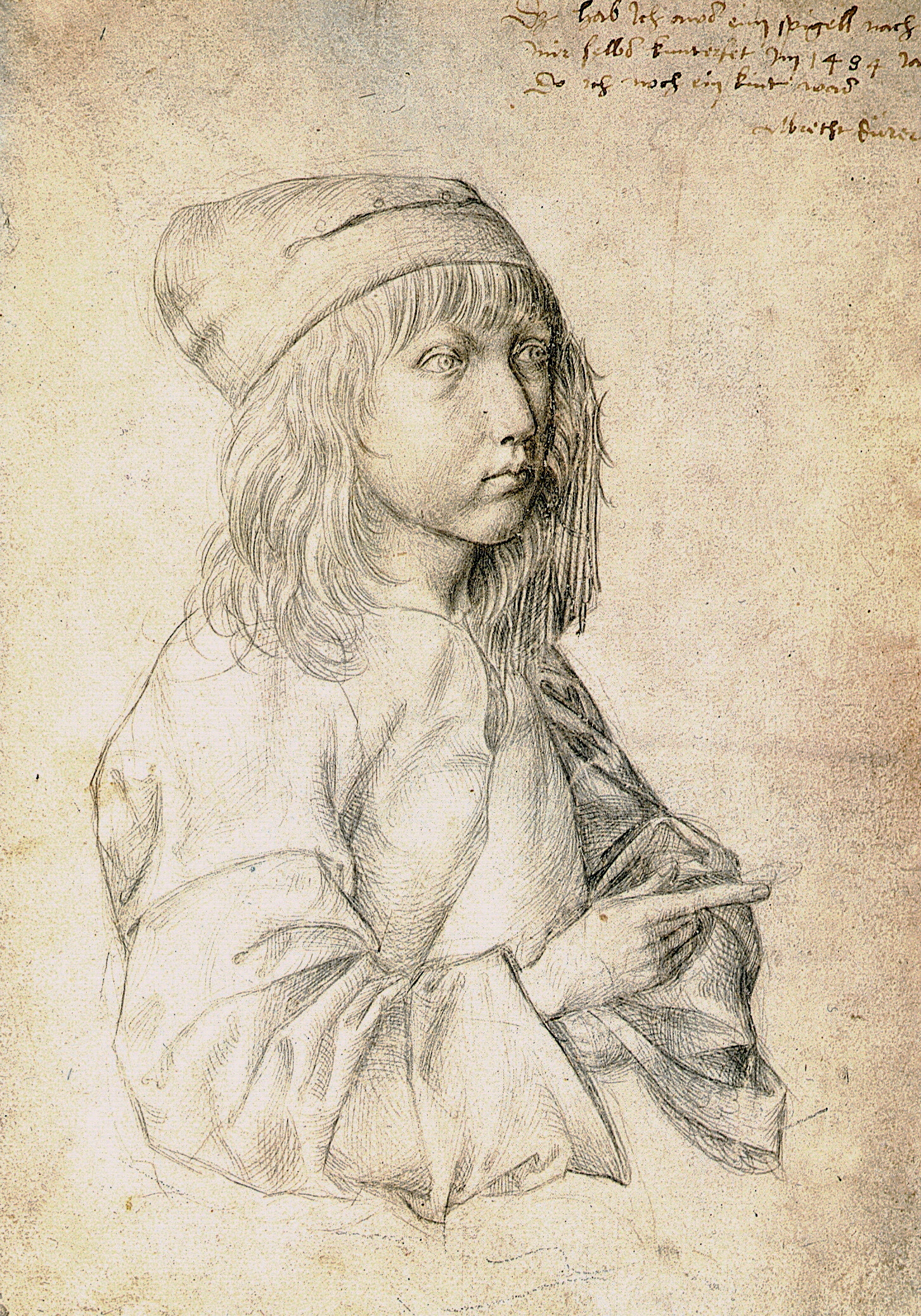
《丢勒自画像 (1484年)》，1484年13岁，藏于维也纳阿尔贝蒂娜博物馆
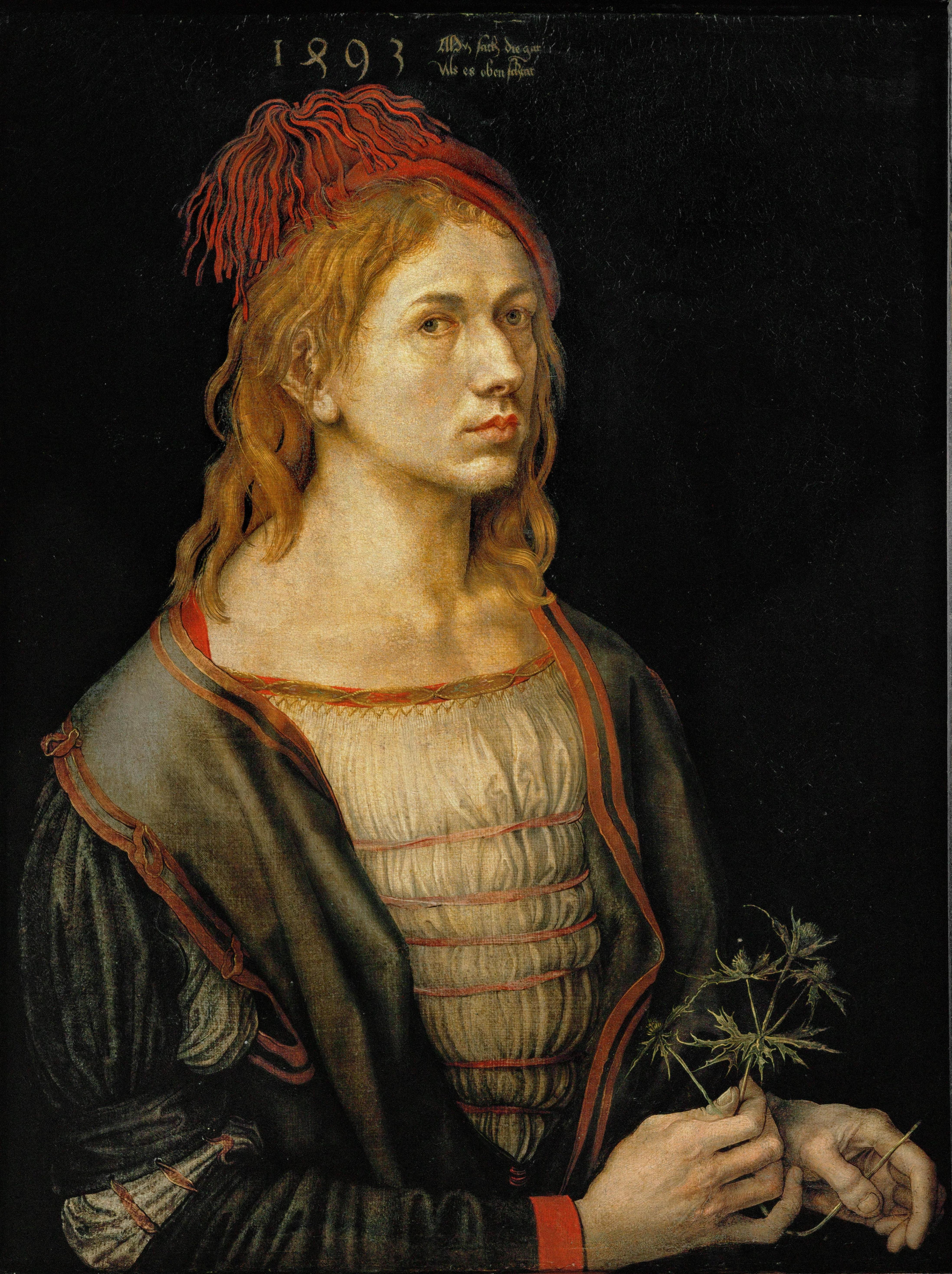
油画《丢勒自画像 (1493年)》，1493年22岁，藏于巴黎卢浮宫
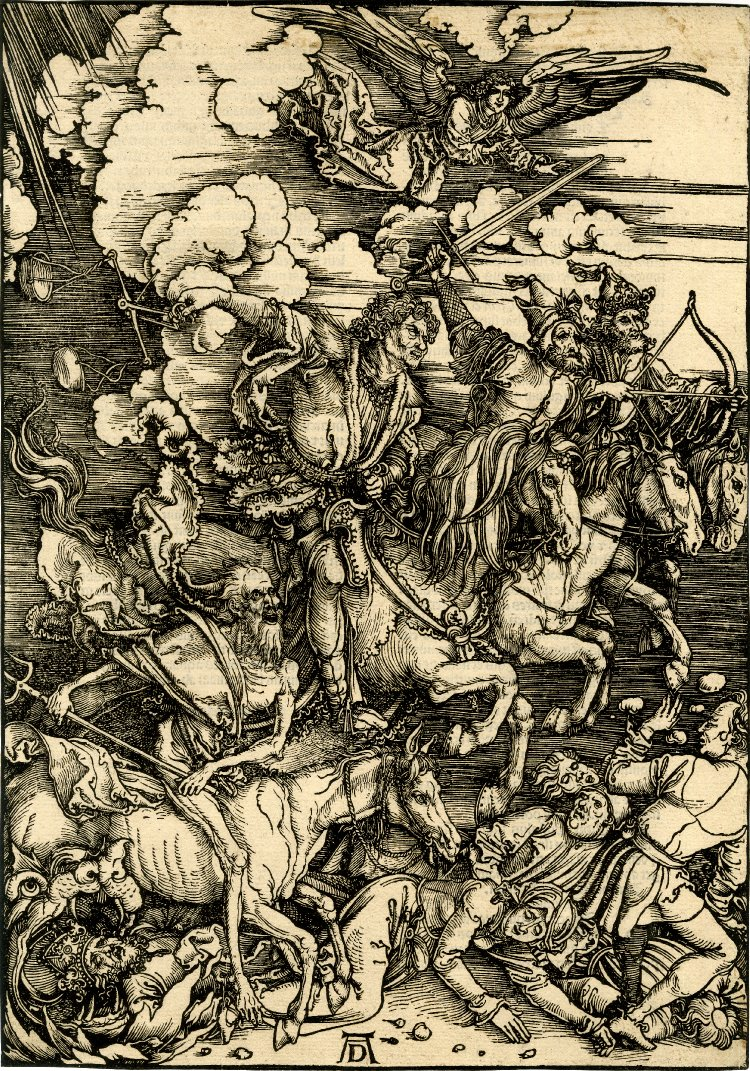
木刻版畫《启示录》第四幅：《四骑士》，1498年
油画《丢勒自画像 (1498年)》，1498年，藏于马德里普拉多博物馆
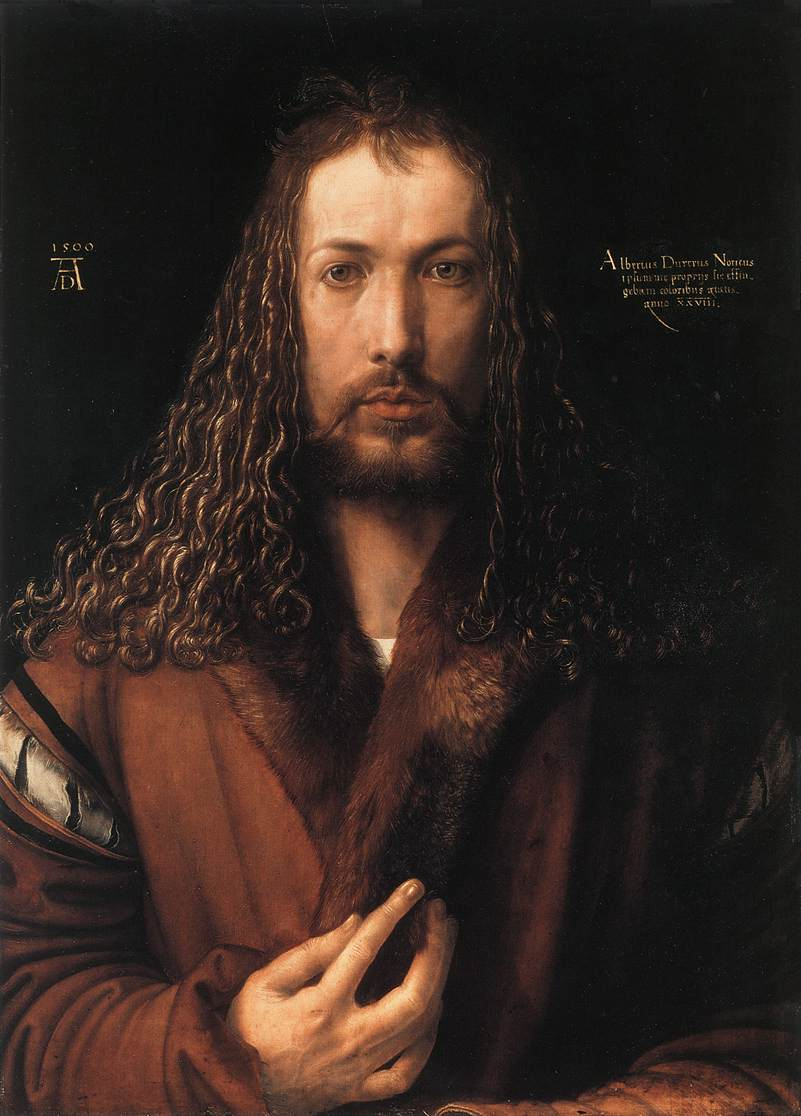
油画《丢勒自画像 (1500年)》，1500年，藏于慕尼黑老绘画陈列馆
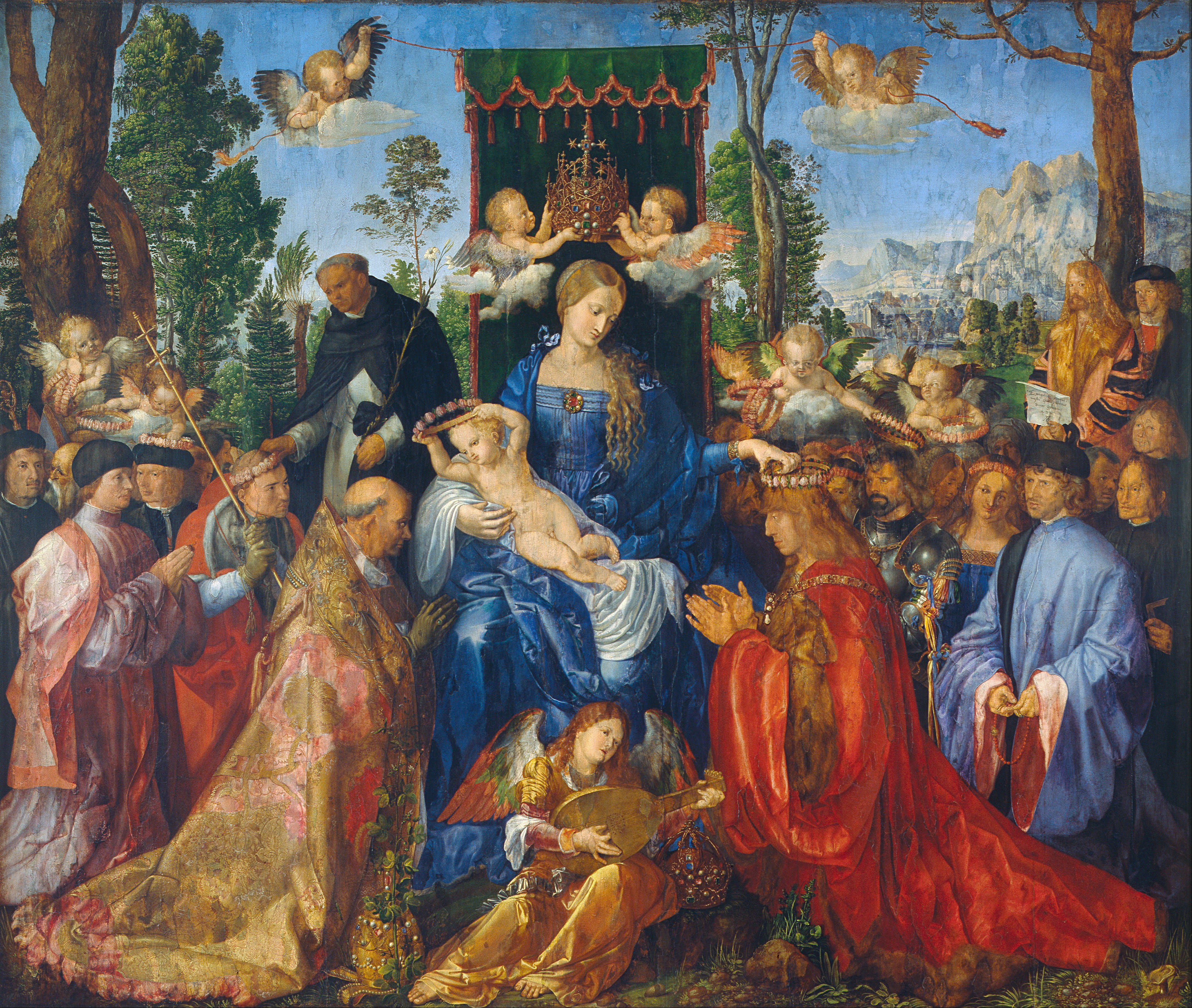
《玫瑰经之后瞻礼》，1506年，藏于布拉格国家美术馆
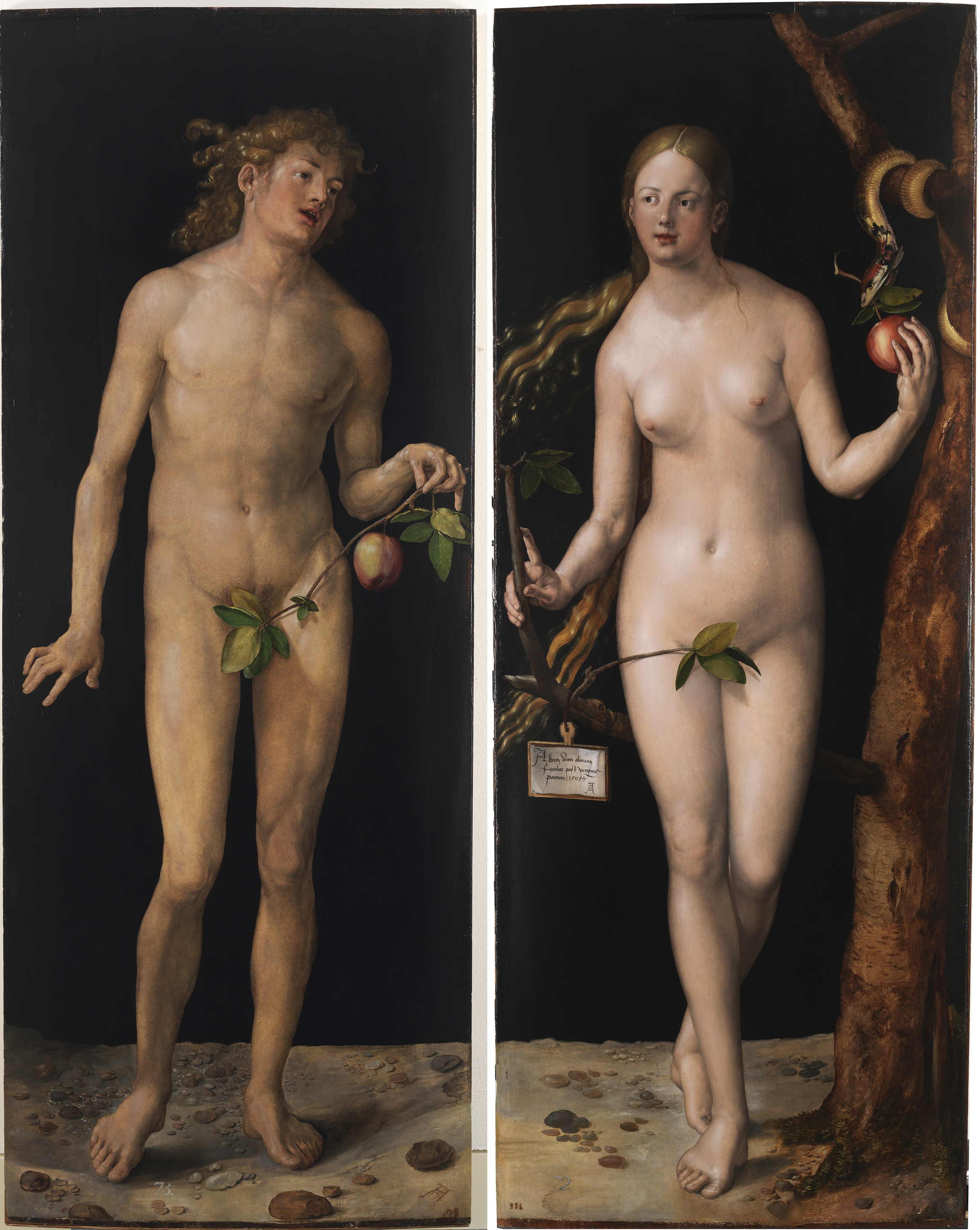
板面油画《亚当和夏娃》，1507年，藏于马德里普拉多博物馆
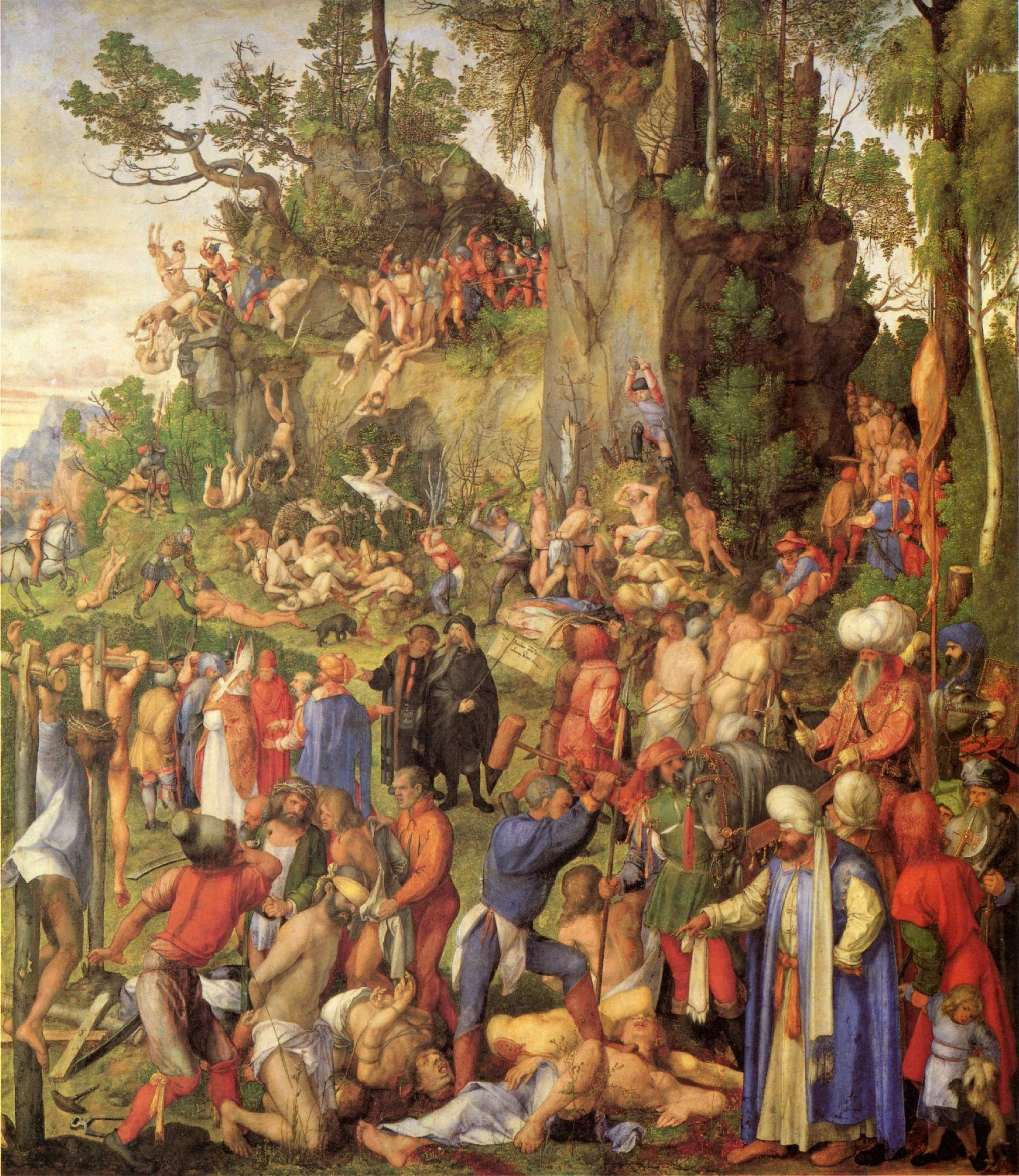
油画《万人殉道》，1508年，藏于维也纳艺术史博物馆
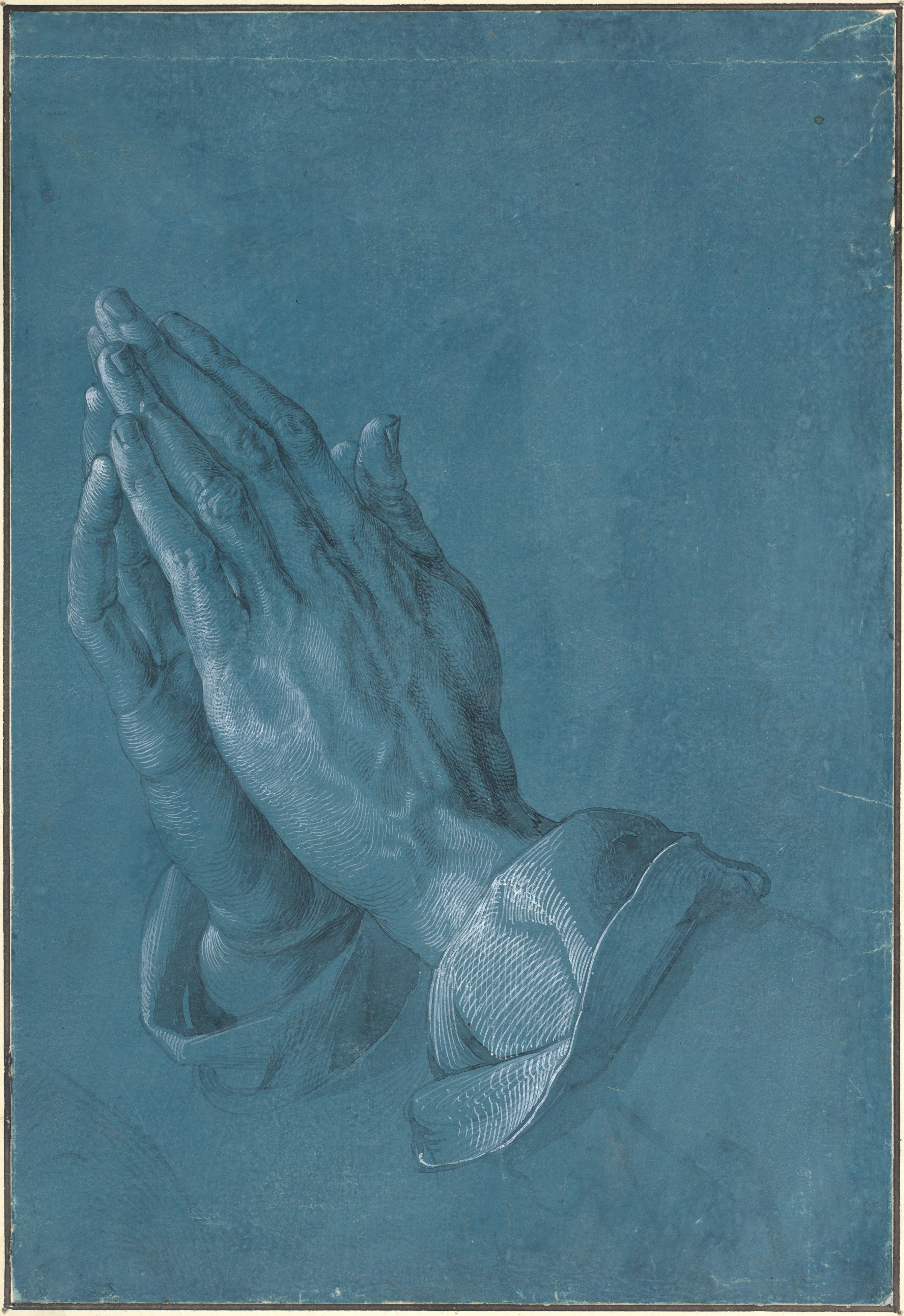
素描《祈祷的手》，1508年，藏于维也纳阿尔贝蒂娜博物馆
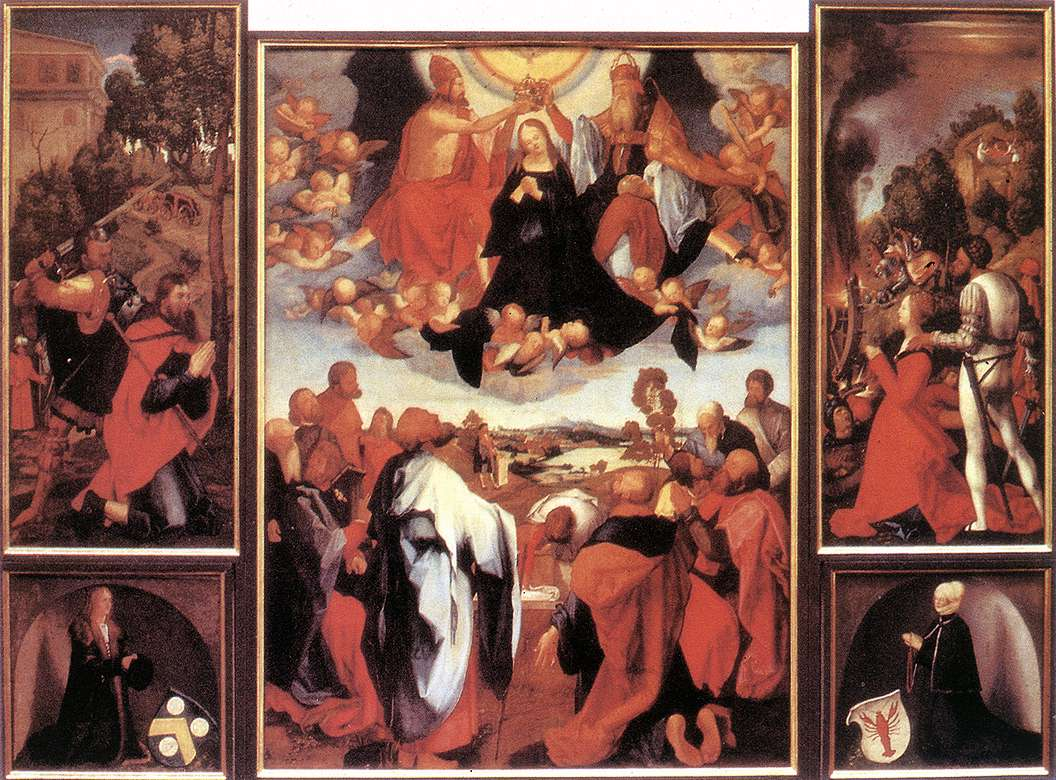
油画《海勒尔祭坛画》，1507-1509年，藏于法兰克福施泰德艺术馆、卡尔斯鲁厄国家美术馆
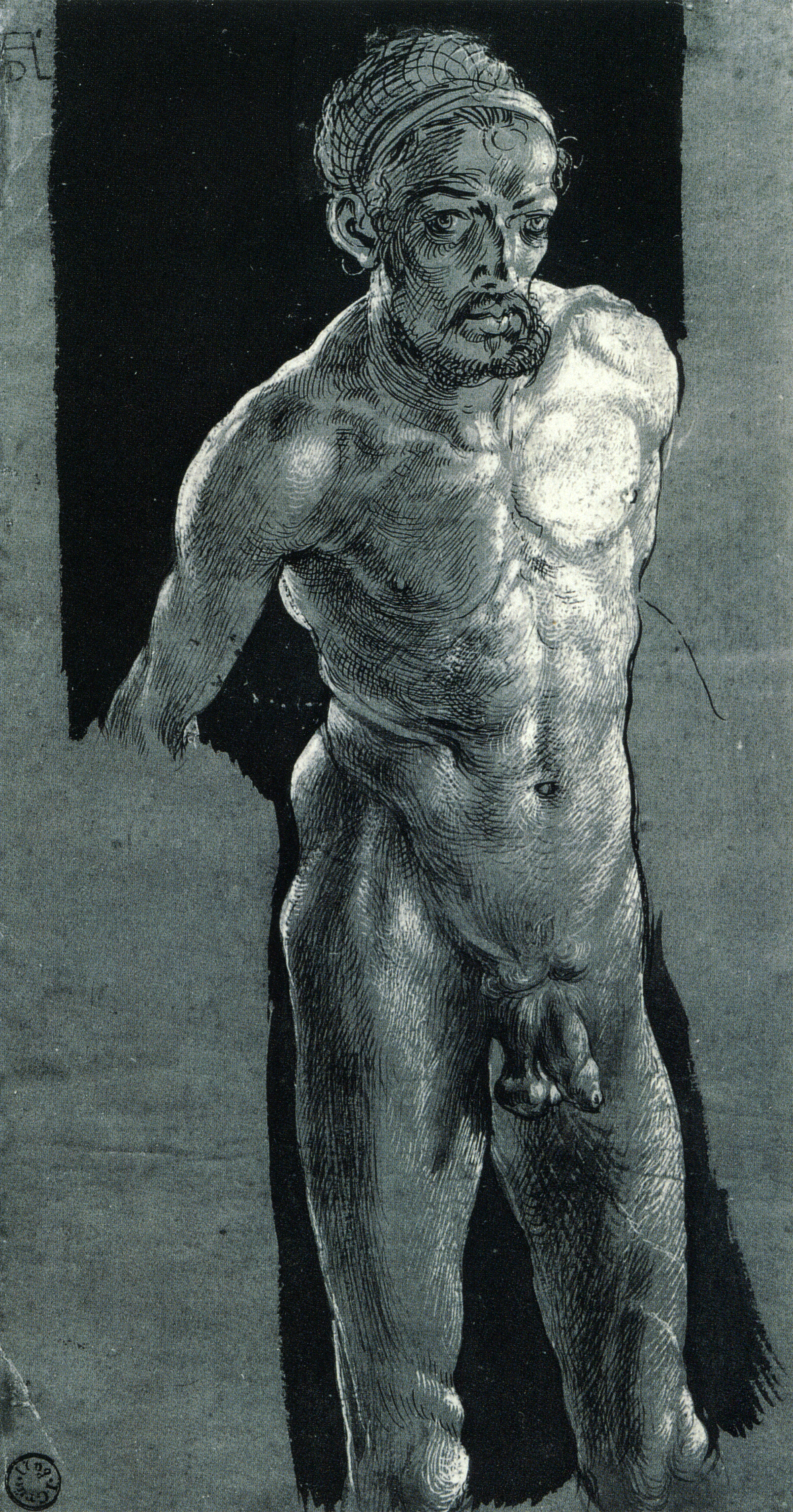
《丢勒裸体自画像》，1509年38岁，藏于魏玛宫
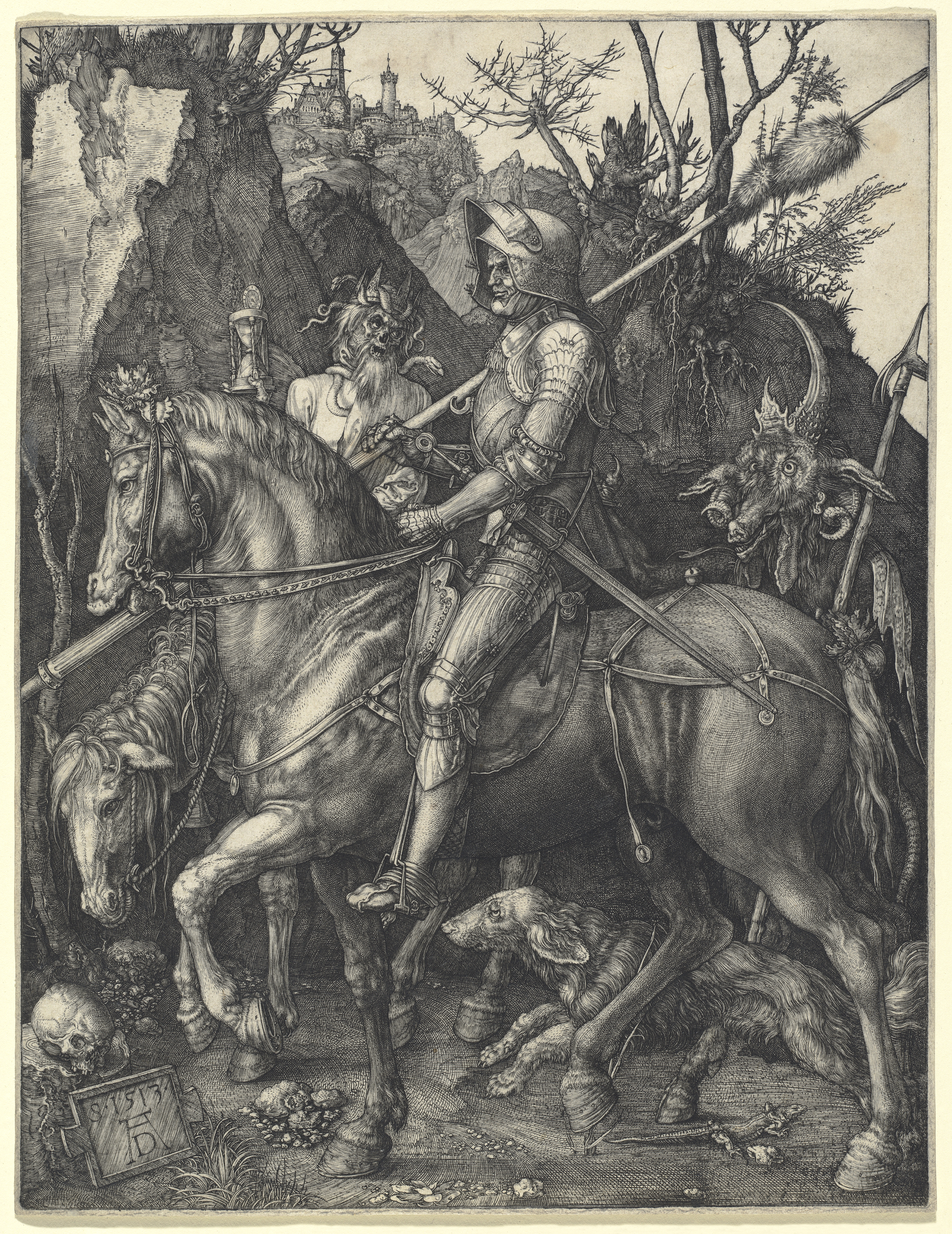
版画《骑士，死亡和魔鬼》, 1513年
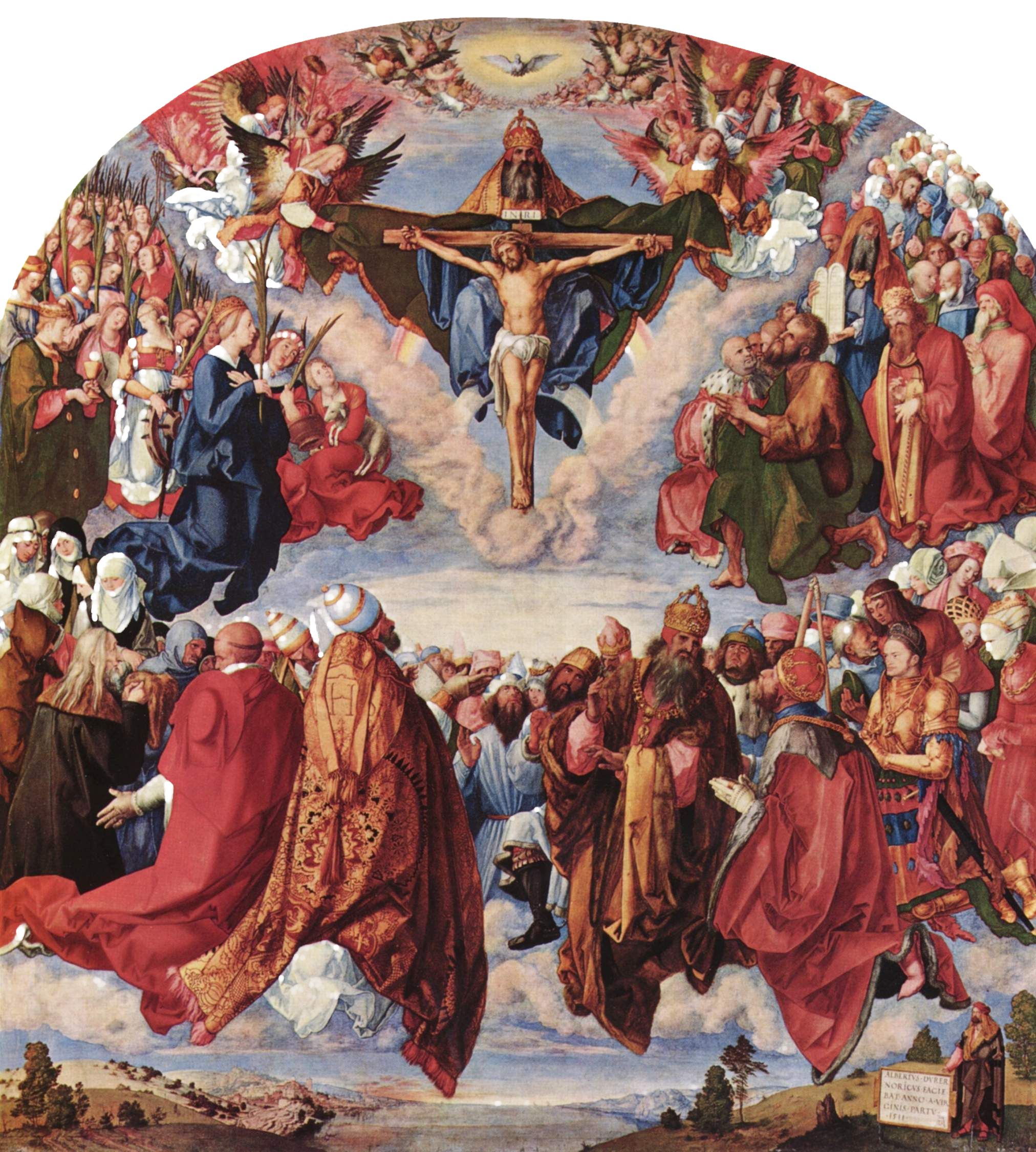
《兰道尔祭坛画》（《圣三一的崇拜》），1509-1511年，藏于维也纳艺术史博物馆
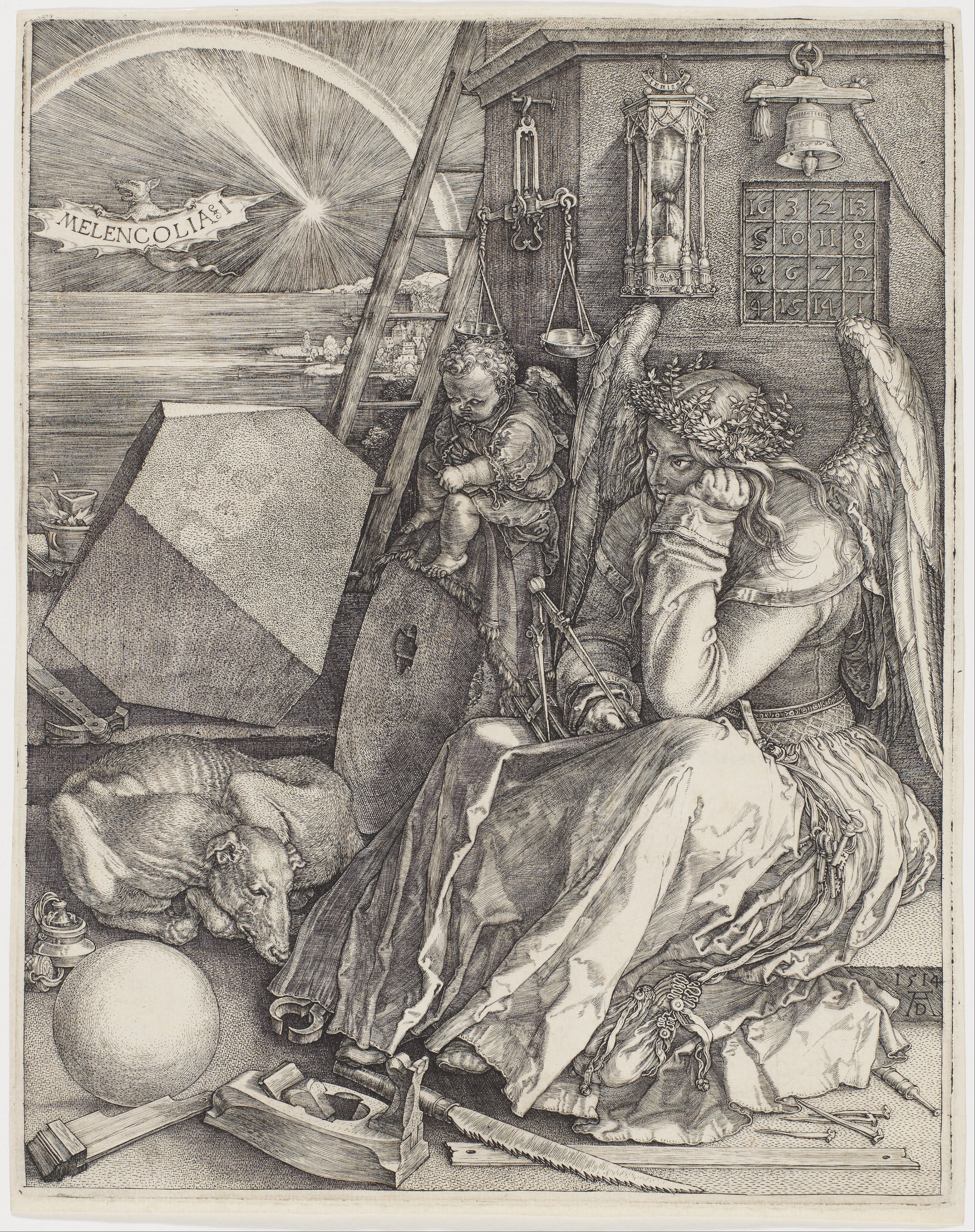
版画《忧郁 I》，1514年，
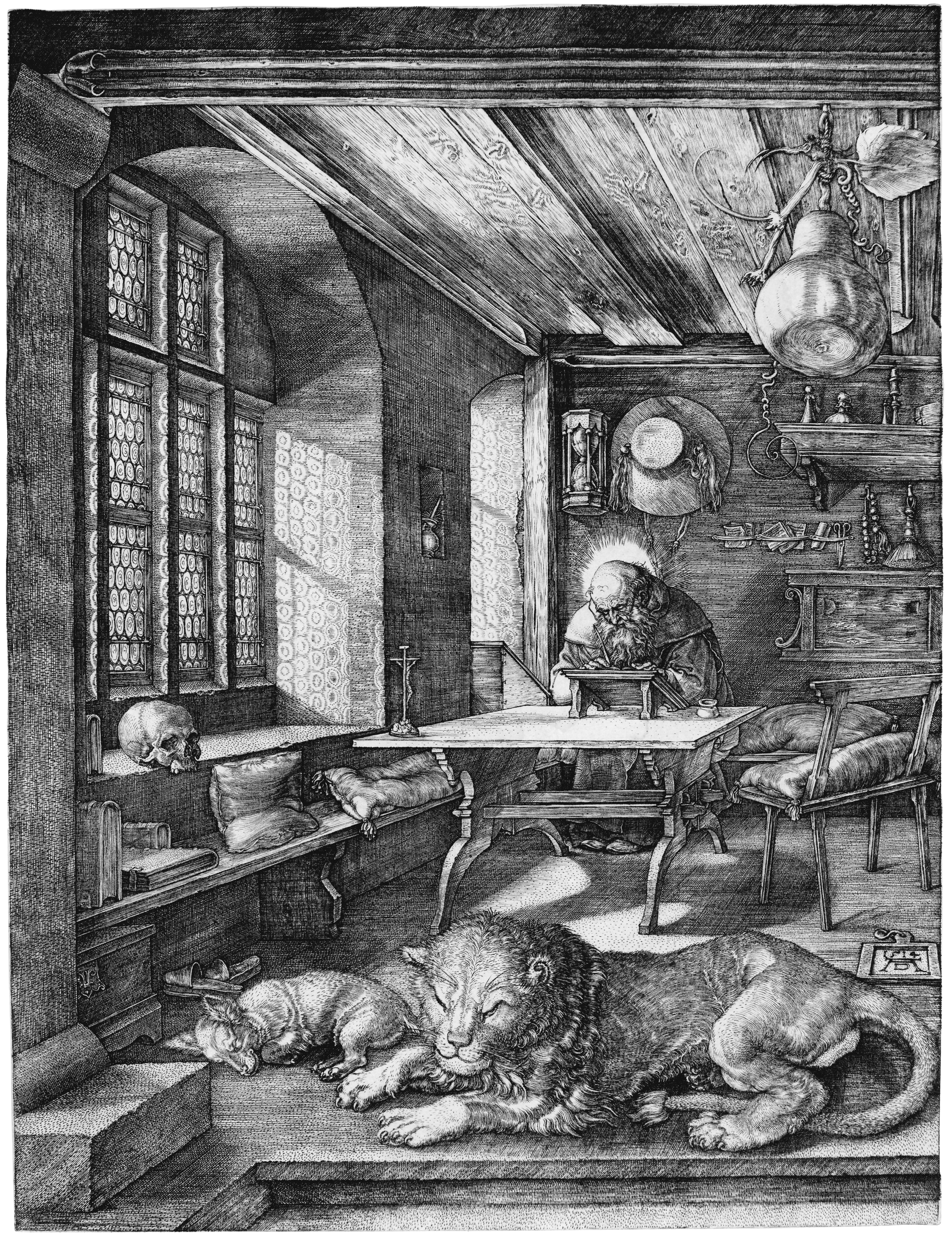
版画《书房中的圣热罗尼莫 (1514年)》，1514年
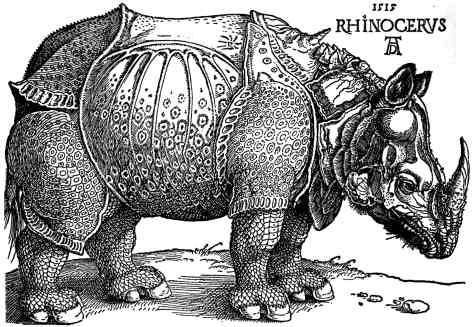
丢勒的犀牛，1515年
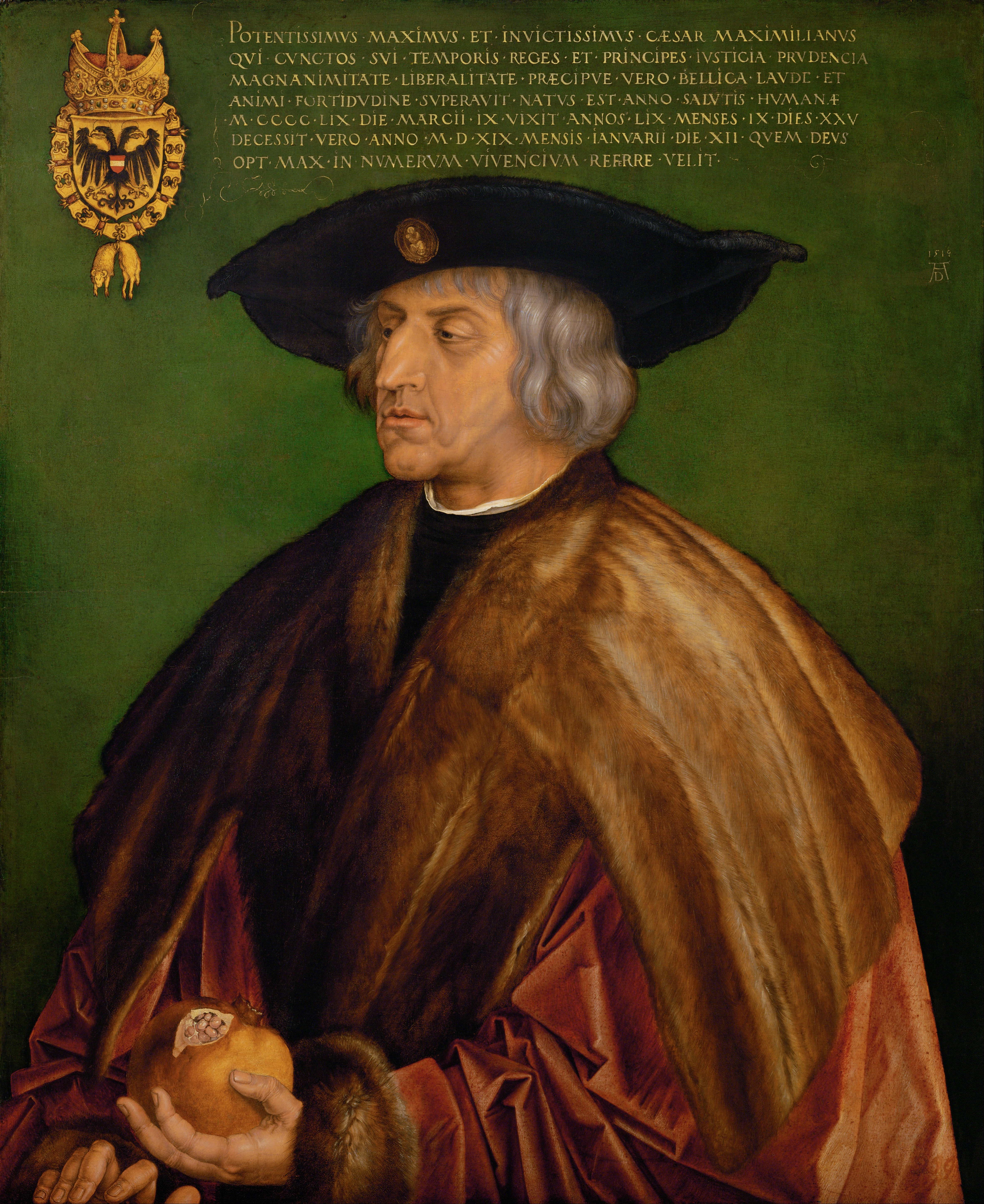
油画《皇帝马克西米利安一世肖像》，1520年，藏于奥地利维也纳艺术史博物馆
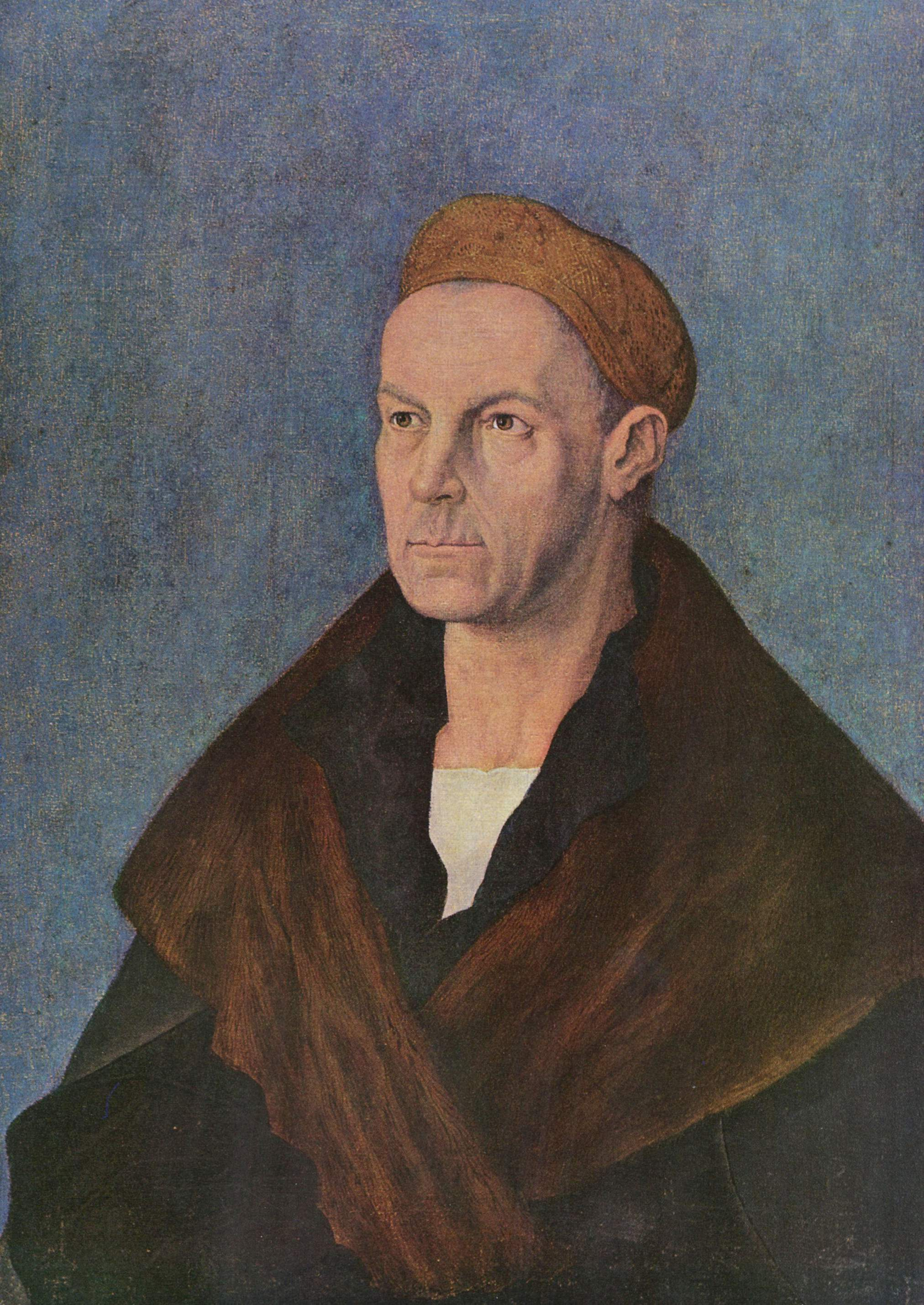
油画《雅各布·富格尔肖像》，1520年
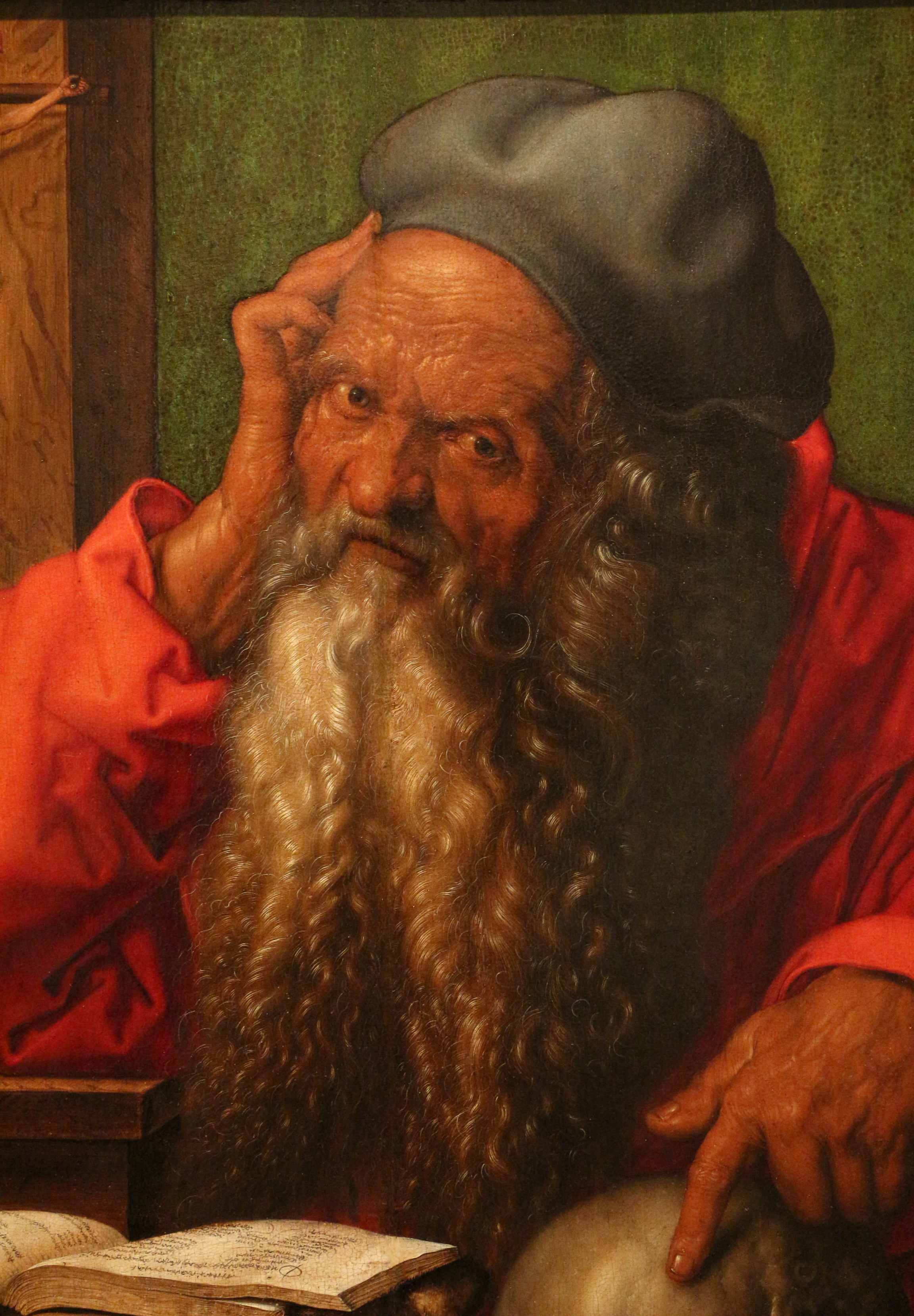
油画《书房中的圣热罗尼莫 (1521年)》，1521年
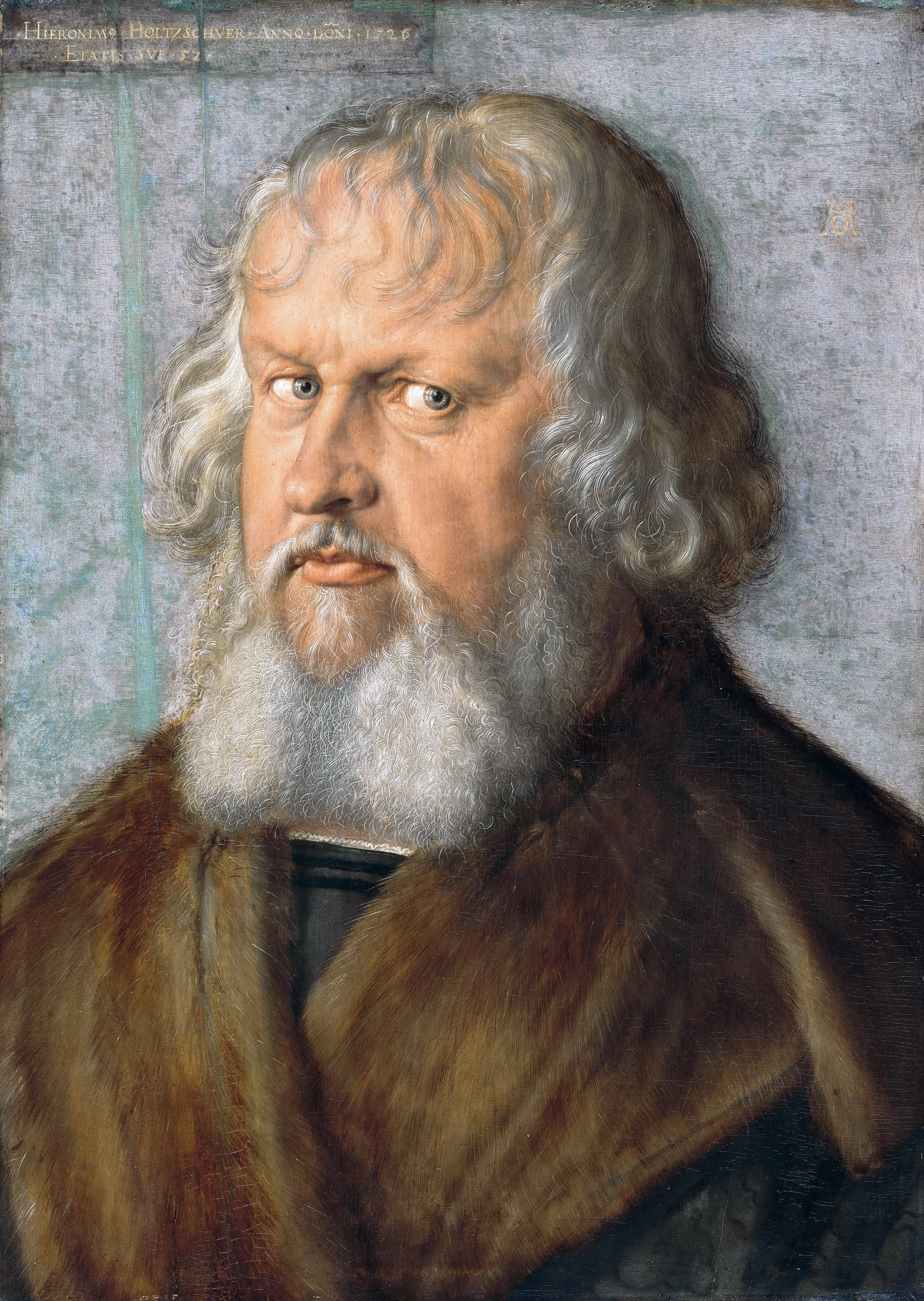
油画《希罗尼穆斯·霍尔茨舒尔肖像》，1526年，藏于柏林画廊
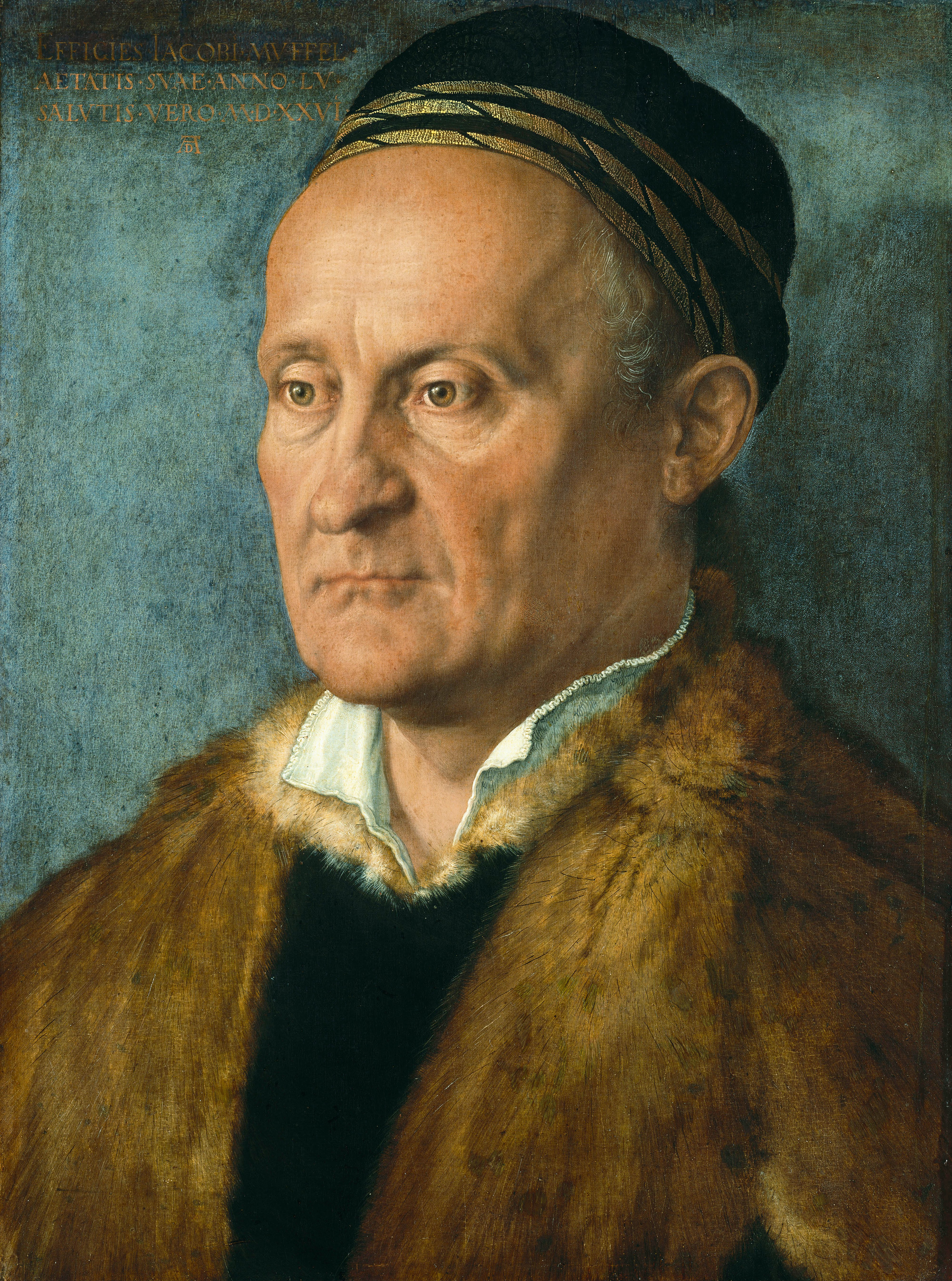
油画《雅各布·穆费尔肖像》，1526年，藏于德国柏林画廊
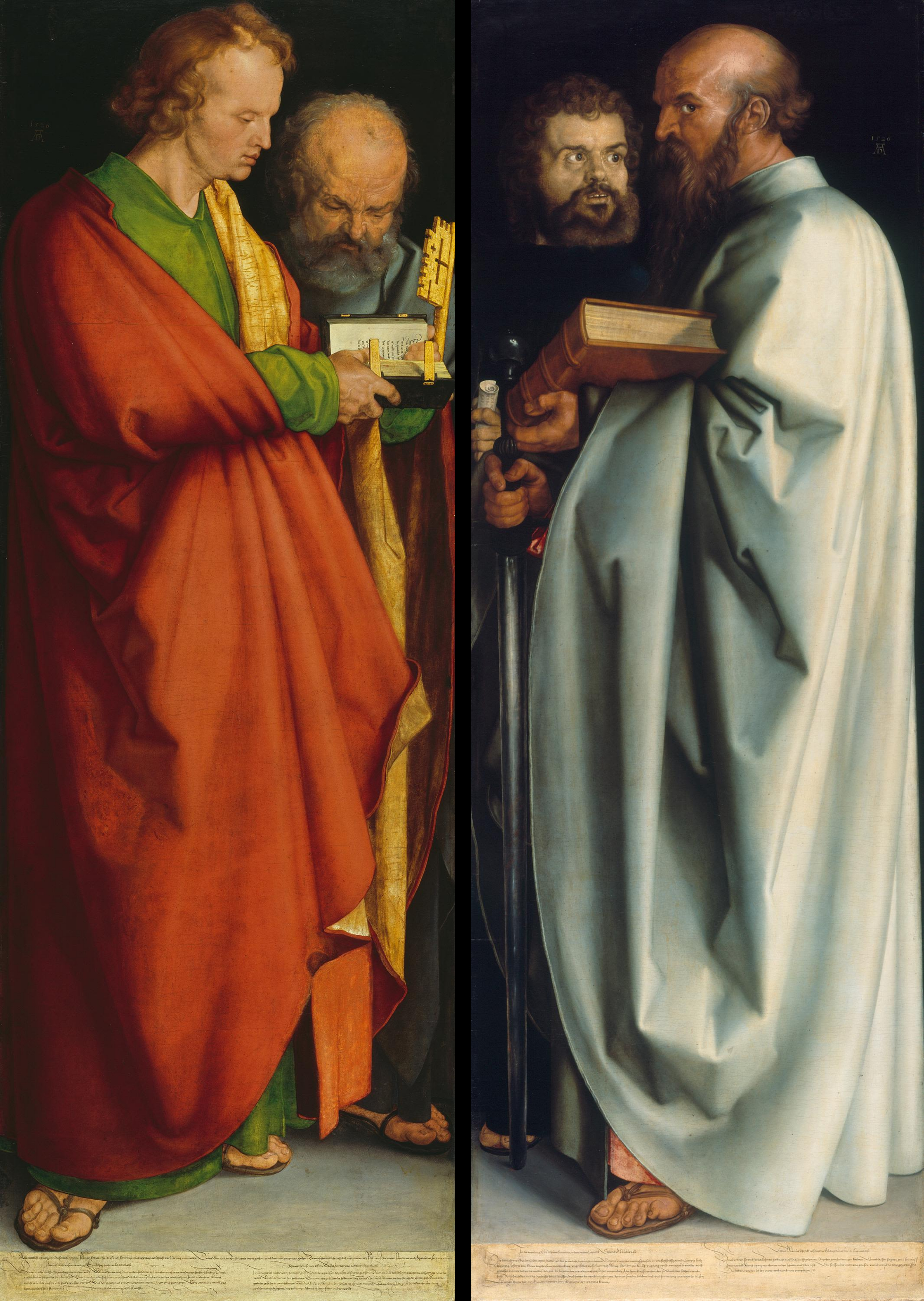
油画《四使徒》，1526年，藏于慕尼黑老绘画陈列馆

## 外部連結
- Connecticut College collection of Dürer's work, organized by topic[永久]

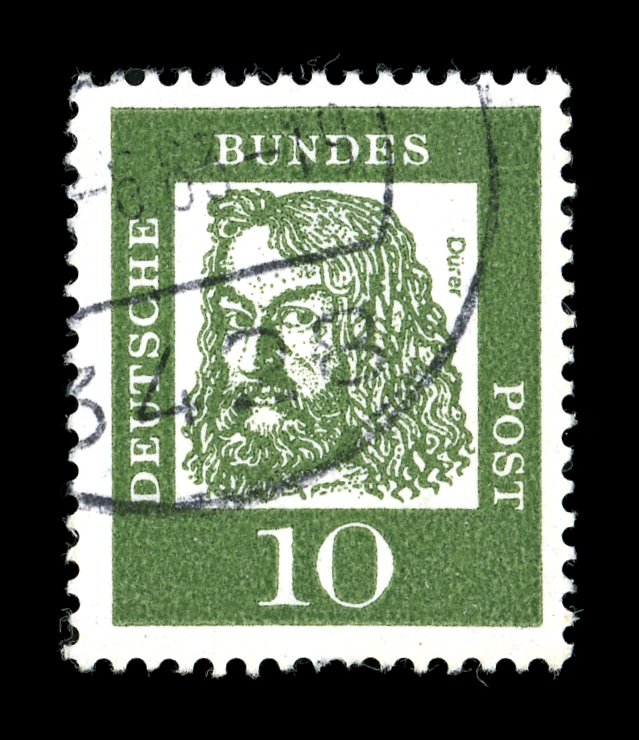
印有丢勒头像的联邦德国邮票

- The Strange World of Albrecht Dürer at the Sterling and Francine Clark Art Institute. November 14, 2010 - March 13, 2011
- Dürer Prints Close-up: a series of short videos that explore the subjects and techniques of Dürer's prints. Made to accompany The Strange World of Albrecht Dürer at the Sterling and Francine Clark Art Institute. November 14, 2010 - March 13, 2011 （页面存档备份，存于）
- Innovated Life Art Gallery: Dürer's suite for Apocalipsis cum Figuris.
- Works by Albrecht Dürer at Museumsportal Schleswig-Holstein
- Works by Albrecht Dürer at the Museum of New Zealand Te Papa Tongarewa （页面存档备份，存于）
- Albrecht Dürer: Vier Bücher von menschlicher Proportion (Nürnberg, 1528) （页面存档备份，存于）. Selected pages scanned from the original work. Historical Anatomies on the Web. US National Library of Medicine.
  - Hierinn sind begriffen vier Bücher von menschlicher Proportion durch Albrechten Dürer von Nürerberg (scanned book)
- Java Applet inspired by Dürer's work （页面存档备份，存于）
- Albrecht Dürer的作品  - 古騰堡計劃
- 約翰·J·奧康納; 埃德蒙·F·羅伯遜, ,  （英语）
- www.duerer.nuernberg.de
- Albrecht Dürer: The siege of a fortress at the Canadian Centre for Architecture[永久]
- Dürer, Albrecht, De symmetria partium in rectis formis humanorum corporum, (1532) （页面存档备份，存于） googlebooks
- Melencolia I, 500th anniversary tribute （页面存档备份，存于）